# 法蘭克福第一足球會
法蘭克福 (奧得河)第一足球會（德語：1. Fußballclub Frankfurt (Oder)，簡稱為1. FC Frankfurt），簡稱為法蘭克福第一，是一家位於德國勃蘭登堡州東部奥得河畔法兰克福的職業足球會，前身為東德萊比錫成立於1951年的萊比錫前進人民警察體育會，球隊曾經在1958年至1969年間以ASK柏林前進（ASK Vorwarts Berlin）及FC柏林前進（FC Vorwarts Berlin）贏得六次東德冠軍。

## 歷史
法蘭克福第一前身為東德萊比錫的萊比錫前進人民警察體育會（德語：Sportvereinigung Volkspolizei Vorwärts Leipzig）足球部門，於1951年8月2日成立，同年參加1951–52年東德高級足球聯賽取得第10名成績。1953年球隊遷至東柏林，並以KVP柏林前進（德語：SV Vorwärts der KVP Berlin）繼續參加東德高級足球聯賽，在接下來的幾年裡，體育會經歷了數次更名，最終於1957年改名為ASK柏林前進（德語：ASK Vorwärts Berlin）。

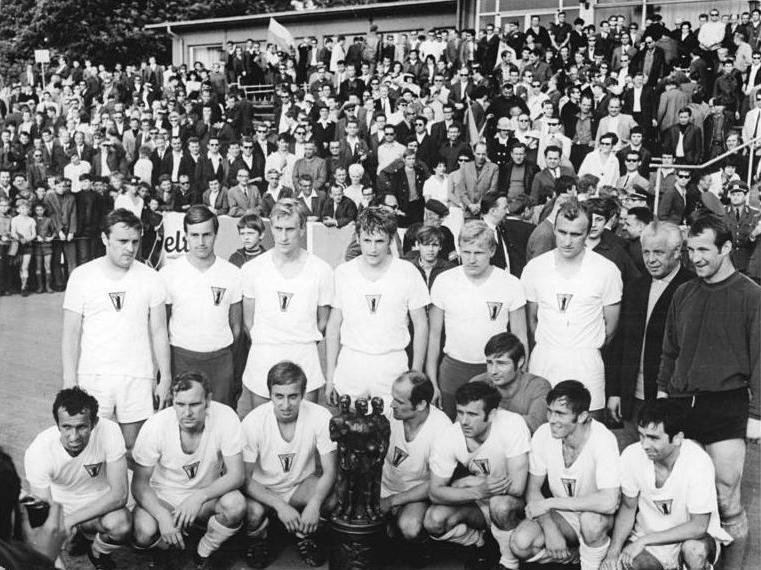
1970年盃賽冠軍成員

ASK柏林前進在1954年開始逐漸取得成功，同年獲得東德盃及東德次級足球聯賽冠軍，其後在東德高級足球聯賽先後在1958年、1960年、1962年及1965年四次奪得冠軍，1957年及1959年獲得亞軍。東德足球的政治運動掀起導致足球隊正式與體育會分離並改名為柏林前進足球會（德語：Fußballclub Vorwärts Berlin），隨後在1966年及1969年兩次奪得東德冠軍，並在1970年獲得東德盃冠軍。在1951-71年期間，柏林前進都一直參加東德高級足球聯賽。歐洲賽方面，先後在1969－70年歐洲冠軍球會盃及1970－71年歐洲盃賽冠軍盃同樣打入半準決賽，同樣被荷蘭球隊（飛燕諾及PSV燕豪芬）淘汰出局。
1971年，球隊搬遷至波蘭邊境的奧德河畔法蘭克福，以取代當地秘密警察贊助球隊SG戴拿模（SG Dynamo），後者隨後解散。柏林前進搬遷的決定由國防部提出，突然的搬遷決定猜測是德国统一社会党及國家安全部雙方政治陰謀的結果 。德國作家漢斯·約阿希姆·泰克勒（Hans Joachim Teichler）寫道歸咎於同時擔任國家安全部部長和SG戴拿模會長的埃里希·梅尔克，泰克勒認為埃里希·梅尔克說服當時國防部長海因茨·霍夫曼表示柏林不應該存在兩支具實力的球隊，而另一支球隊是柏林戴拿模，這支球隊亦是在國家安全部以及埃里希·梅尔克從後支持及贊助。柏林前進遷至奧德河畔法蘭克福，同時令梅尔克的政治局成員，擔任法蘭克福專區黨委第一書記埃里希·米肯贝格尔在法蘭克福獲得提拔，同年擔任黨中央監察委員會主席 。柏林前進與柏林戴拿模經過這次政治交易後出現重大變化，柏林前進離開柏林再沒有取得任何頂級賽事冠軍，1978年在東德聯賽排第13名跌落次級聯賽；反觀柏林戴拿模在1978年後取得輝煌成就，1978年至1988年連續十年取得東德冠軍。
柏林前進直到1980年代取得不錯成績，在東德盃獲得亞軍，在東德高級足球聯賽亦獲得不俗成績，1980年至1984年四次代表東德參加歐洲足協盃，其中兩次遇上西德的雲達不萊梅及史特加都被淘汰出局。1983年，他們第四次獲得東德高級足球聯賽亞軍。
1990年兩德統一後，球隊脫離與軍隊的關係，更名為法蘭克福/奧德河畔域多利亞足球會（德語：FC Victoria Frankfurt/Oder），在經過財務問題及1993年重組後，球隊再改名FFC法蘭克福維多利亞91（德語：FFC Viktoria 91）。在1990年代至2000年代，法蘭克福維多利亞一直徘徊在低級別聯賽。2012年球隊與MSV法蘭克福（德語：MSV Eintracht Frankfurt）合併成為法蘭克福 (奧得河)第一足球會，2015年贏得勃蘭登堡足球聯賽冠軍，12年來首次晉級德国足球东北高级联赛（第五級別聯賽）。

## 球會名稱變遷
| 日期           | 全名                                                              | 簡稱                        |
| -------------- | ----------------------------------------------------------------- | --------------------------- |
| 1951年8月2日   | Sportvereinigung Volkspolizei Vorwärts Leipzig                    | SV VP Vorwärts Leipzig      |
| 1952年4月27日  | Sportvereinigung Vorwärts der Hauptverwaltung Ausbildung Leipzig  | SV Vorwärts der HVA Leipzig |
| 1952年11月2日  | Sportvereinigung Vorwärts der Kasernierten Volkspolizei Leipzig   | SV Vorwärts der KVP Leipzig |
| 1953年4月3日   | Sportvereinigung Vorwärts der Kasernierten Volkspolizei Berlin    | SV Vorwärts der KVP Berlin  |
| 1953年9月27日  | Zentraler Sportklub Vorwärts der Kasernierten Volkspolizei Berlin | ZSK Vorwärts der KVP Berlin |
| 1954年3月7日   | Zentraler Sportklub Vorwärts Berlin                               | ZSK Vorwärts Berlin         |
| 1956年10月31日 | Zentraler Armeesportklub Vorwärts Berlin                          | ZASK Vorwärts Berlin        |
| 1957年2月1日   | Armeesportklub Vorwärts Berlin                                    | ASK Vorwärts Berlin         |
| 1966年1月18日  | Fußballclub Vorwärts Berlin                                       | FC Vorwärts Berlin          |
| 1971年8月14日  | FC Vorwärts Frankfurt (Oder)                                      | FC Vorwärts Frankfurt       |
| 1991年2月7日   | FC Victoria 91 Frankfurt (Oder)                                   | FC Victoria 91              |
| 1992年8月29日  | Frankfurter FC Viktoria 91                                        | FFC Viktoria 91             |
| 2012年7月1日   | 1. FC Frankfurt (Oder) E. V.                                      | 1. FC Frankfurt             |

## 球會榮譽

### 國內
- 東德高級足球聯賽

 冠軍 (6)：1958, 1960, 1962, 1965, 1966, 1969
 亞軍 (4)：1957, 1959, 1970, 1983
- 東德盃

 冠軍 (2)：1954, 1970
 亞軍 (3)： 1956, 1976, 1981
- 東德次級足球聯賽《II》

 冠軍 (3)：1954, 1979, 1990

### 國際
- 歐洲冠軍球會盃
  - 半準決賽：1969－70
- 歐洲盃賽冠軍盃
  - 半準決賽：1970－71

### 地區
- 勃兰登堡足球联赛《VI》

 冠軍 (3)： 1997, 2003, 2015
 亞軍 (2)： 1996, 2021

## 外部鏈接
- 官方网站 （德語）